# 280 Philia
Philia /ˈfɪliə/ (định danh hành tinh vi hình: 280 Philia) là một tiểu hành tinh khá lớn ở vành đai chính. Ngày 29 tháng 10 năm 1888, nhà thiên văn học người Áo Johann Palisa phát hiện tiểu hành tinh Philia khi ông thực hiện quan sát tại Đài thiên văn Vienna và đặt tên nó theo tên nữ thần Philia trong thần thoại Hy Lạp.